# 伊藤隆 (キックボクサー)
伊藤 隆（いとう たかし、1970年9月22日 - ）は、日本の男性元キックボクサー、実業家。RISEクリエーション代表取締役、キックボクシングジム「TARGET」会長および代表取締役。元WMAF世界スーパーウェルター級王者。埼玉県入間市出身。兄はデビット伊東。

## 来歴
山木ジムに所属。1996年、緒形健一と対戦し敗北。10戦目に元ルンピニー・スタジアム認定ウェルター級王者・マーパロンの足をローキックでスネから粉砕骨折させ勝利。1997年にムラッド・サリ、1998年にジョン・ウェイン・パーに勝利。
1998年5月22日、チャンピオン・カーニバルのメインイベント「WMAF世界ジュニアミドル級王座決定戦」でルーク・ケントン（オーストラリア/同級2位）と対戦。2-0で判定勝ちを収め王座獲得。同年12月26日にマーシャルアーツ日本キックボクシング連盟主催の年間表彰式で、最優秀選手賞を受賞。
2000年3月20日、センティアンノーイ・ソールンロート（1位：タイ）と対戦して5R2分28秒にTKO勝ち。WMAF世界スーパーウェルター級王座獲得。同年11月のK-1 J・MAX後楽園大会で大野崇と対戦し、判定勝ち。現役最後の試合となった。同年末にマーシャルアーツ日本キックボクシング連盟主催の年間表彰式で6戦6勝4KOの成績にて、最優秀選手賞を受賞。
1998年から2000年の間、日本のウェルター級ではナンバーワンの実績を残し、ウェルター級・ミドル級の中量級戦線の中心的選手として期待されていたが、2000年連戦の試合で脳にダメージを受けドクターストップがかかり、引退。
2001年3月30日、引退興行が組まれ、魔裟斗と2分1Rのエキシビションマッチを行った。後年、「K-1 J・MAXで魔裟斗がムラッド・サリをKOしたのを見て、引退を決意した」とも伝えられた。
2003年2月23日、山口元気と共にキックボクシング団体「R.I.S.E.」(現RISE)を旗揚げ。
2023年からRISEのラウンドガール「R-1SE Force」に参加している「セラ」は娘である。

## 選手としての特徴
ミドルキック・ハイキック・首相撲・膝蹴りなど多彩で高度な技術を持ち、特に肘打ちを得意としていてこれで幾多の選手を血の海に沈め、入場時からの動き一つとっても華があり、試合ぶりも含めて世界に通用するスター選手らしさを随所に漂わせていた。

## 獲得タイトル
- 第10代MA日本ウェルター級王座
- 第12代MA日本ウェルター級王座
- 初代WMAF世界スーパーウェルター級王座（防衛1度）

## 受賞歴
- 1998年度最優秀選手賞（MA日本） 1998年12月26日
- 2000年度最優秀選手賞（MA日本） 2000年